# 霊妙寺 (中野区)
霊妙寺（れいみょうじ）は、東京都中野区にある法華宗陣門流の寺院。

## 歴史
1933年（昭和8年）、松永行誓の開基である。松永行誓は新潟県岩船郡保内村（現・村上市）の本伝寺の住職であったが、昭和初期に東京布教のため単身上京した。そして「霊妙講」を結成し、布教活動を行った。1933年（昭和8年）に現在地に土地を購入したが、同年に病で死去した。
その後、霊妙講は松永行誓が購入した土地を拠点に「霊妙教会」を設立したが、空襲で罹災したため、やむなく法華宗総本山本成寺の塔頭「久成院」に疎開した。
戦後、離散した信者の再結集を図り、堂宇を再建して、1953年（昭和28年）に「霊妙寺」の寺号を公称した。
1996年（平成8年）、神田川拡幅工事のため、建物を全て取り壊し、新伽藍を新築した。

## 交通アクセス
- 東京メトロ丸ノ内線・都営地下鉄大江戸線中野坂上駅より徒歩10分。
- 渋谷駅または中野駅よりバス(京王バス渋64系統)「弥生町一丁目」下車